# Callionymus russelli
Callionymus russelli är en fiskart som beskrevs av Johnson, 1976. Callionymus russelli ingår i släktet Callionymus och familjen sjökocksfiskar. Inga underarter finns listade.